# Шато дьо ла Бред
Шато дьо ла Бред (на френски: Château de la Brède) е замък, разположен в департамента Жиронд във Франция, на 20 км южно от Бордо.
Построен е през 13 век в готически стил. В него се ражда Шарл дьо Монтескьо, който написва тук и по-голямата част от творчеството си. Днес в замъка могат да се видят неговата библиотека и стаята му.
Замъкът е обявен за исторически паметник на Франция от 1951 г.